# Amt Belgern
Das Amt Belgern war eine ab 1581 zum Amt Torgau gehörende territoriale Verwaltungseinheit des Kurfürstentums Sachsen. Sie lag wie diese im Meißnischen Kreis.
Bis zur Abtretung an Preußen 1815 bildete es als sächsisches Amt den räumlichen Bezugspunkt für die Einforderung landesherrlicher Abgaben und Frondienste, für Polizei, Rechtsprechung und Heeresfolge.

## Geographische Lage
Das Gebiet des Amtes lag an der Elbe zwischen Mühlberg/Elbe im Süden und Torgau im Norden. Die Dahlener Heide lag südwestlich des Amts.

## Angrenzende Herrschaften
|             | Amt Torgau                                  | Amt Liebenwerda |
| Amt Torgau  | Kompassrose, die auf Nachbargemeinden zeigt | Amt Mühlberg    |
| Amt Oschatz | Amt Mühlberg                                | Amt Oschatz     |

## Geschichte
Das Gebiet um die Stadt Belgern gehörte von 1309 bis 1526 zum Kloster Buch bei Leisnig an der Freiberger Mulde.  Das Kloster Buch gelangte 1365 endgültig in den Machtbereich der Markgrafen von Meißen.
Nach der Säkularisation und Auflösung des Klosters gehörte das Gebiet  ab 1526 als „Pflege Belgern“ zum Amt Torgau im Meißnischen Kreis des Kurfürstentums Sachsen. Der sächsische Kurfürst tauschte das Gebiet im Jahr 1570 an das Bistum Meißen, deren Bischöfe es als Amt einrichteten und unter die Verwaltung des Stiftsamts Wurzen stellten.  Im Jahr 1581 kam es wieder in Besitz des sächsischen Kurfürsten, welcher es wieder dem Amt Torgau angliederte. Das Meißner Stiftsamt Wurzen behielt aber die Steuereinziehung und die Folge in etwa elf Dörfern, die sonst der Jurisdiktion des Amtes Torgau unterstellt blieben. 
Das Gebiet um Belgern blieb als Teil des Amts Torgau bis 1815 beim Königreich Sachsen. Infolge des verlorenen Krieges musste das Königreich Sachsen  nach dem  Wiener Kongress einen großen Teil seines Gebietes an das Königreich Preußen abtreten. Das ehemalige Amt Torgau mit Belgern kam zum neu gebildeten Kreis Torgau der preußischen Provinz Sachsen.

## Bestandteile
u. a.
- Stadt Belgern
- Ammelgoßwitz

## Amtmänner
- Christoph von Haugwitz (Ende 16. Jh.)